# Zărnești (okręg Buzău)
Zărnești – wieś w Rumunii, w okręgu Buzău, w gminie Zărnești. W 2011 roku liczyła 1124 mieszkańców.